# Frölich Róbert
Frölich Róbert (néhol helytelenül: Fröhlich) (Budapest, 1965. november 12. –) nyugalmazott dandártábornok, volt vezető tábori rabbi, a Dohány utcai zsinagóga főrabbija, 2015 és 2018 között majd 2021-től újra országos főrabbi.

## Életrajza
A középiskolát az Anna Frank Gimnáziumban végezte 1984-ben, majd az Országos Rabbiképző Intézetben tanult tovább, ahol 1990-ben fejezte be a tanulmányait és avatták rabbivá. 1990-ben és 1991-ben Jeruzsálemben két rabbi-továbbképzést is elvégzett.
1986 és 1988 között a Bethlen téri zsinagóga vallásoktatójaként működött, majd 1989-ben a Dózsa György úti zsinagóga rabbihelyettese lett. Innét 1990-ben az Újpesti zsinagógába távozott, ahol rabbivá nevezték ki. Ezt a posztot 1991-ben a Páva utcai zsinagóga rabbi állására cserélte. 1993-ban innét is távozott, mivel ekkor nevezték ki a Dohány utcai zsinagóga főrabbijává, mely hivatalt azóta is betölti. 2015. január 5-én a Budapesti Zsidó Hitközség akkori vezetője, Schwezoff Dávid a zsinagóga beléptetési rendszerével kapcsolatos tisztességtelen pályáztatás miatt felmondott neki, ezt azonban a Dohány utcai Zsinagóga közössége és a Rabbitestület is január 8-án elutasította és Frölichet megerősítette pozíciójában.
A vallási pályája mellett oktatói, illetve katonai (tábori lelkészi) karriert is befutott. 1991-ben a Lauder Javne Világi Zsidó Iskola, illetve az Anna Frank Gimnázium tanára is lett. Előbbit 1993-ban, az utóbbit 1996-ban hagyta ott, amikor az Országos Rabbiképző Intézet oktatója, 1998-tól pedig adjunktusa lett. E tisztséget azóta is betölti.
1991-ben került a Hadügyminisztériumhoz, ahol először az Egyházi Szakértői Irodában volt vallási szakértő, majd 1993-ban a Katonai Lelkészi Hivatal beosztott lelkésze lett. Innét 1994-ben léptették elő a Tábori Lelkészi Szolgálat, Zsidó Lelkészi Szolgálati Ág, Tábori Rabbinátus vezető tábori rabbijává ezredesi rangban. 1995-ben dandártábornokká nevezték ki. Az aktív katonai szolgálatból 2012-ben nyugdíjazták, a tábori rabbi posztján Totha Péter Joel követte.
A 2015 februárjában elhunyt Schweitzer József utódjául választotta az országos rabbitanács, ennek folyományaként július 27-én a MAZSIHISZ közgyűlése Országos Főrabbivá nevezte ki. Az elsősorban protokolláris jellegű posztról 2018. április 11-én lemondott, mivel nem értett egyet a vallási szervezeten belüli akkori vezető irányvonallal. Lemondása után nem választottak új főrabbit, ezen feladatokat Radnóti Zoltán látta el 2021-ig. Ekkor újra megválasztották Frölichet, aki egyebek mellett azóta is az országos főrabbi.

## Magánélete
Nős, két gyermek apja.